# Nacionalni park Vezuv
Nacionalni park Vezuv (tal. Parco Nazionale del Vesuvio) je talijanski nacionalni park sa središtem na aktivnom vulkanu Vezuvu, jugoistočno od Napulja. Park je osnovan 5. lipnja 1995. godine i prostire se na površini od oko 135 km2, a sve se nalazi unutar pokrajine Napulj.
U središtu je aktivni vulkan i njegov najstariji (sada neaktivni) krater, Monte Somma. U njemu se nalazi 612 vrsta biljki i 227 vrsta životinja.

## Vanjske poveznice
- Stranice Uprave parka na Parks.it